# Церковь Иисуса Христа на Мадагаскаре
Церковь Иисуса Христа на Мадагаскаре (фр. L'Église de Jésus-Christ à Madagascar, FJKM) — крупнейшая христианская церковь на Мадагаскаре реформатской протестантской веры. В ней насчитывается более 5 миллионов верующих. Церковь состоит из примерно 5800 поместных церквей, сгруппированных в 56 региональных синодов. Он также управляет почти 550 школами.

## История
Церковь была образована в 1968 году путем объединения трех реформатских церквей. Самая крупная из них была основана Лондонским миссионерским обществом, вторая — Парижским евангелическим миссионерским обществом, а третья — «Обществом иностранных миссий друзей» (ныне Совет Друзей на службе обществу).

### Разделение
В 2002 году несколько приходов получили автономию и основали «Новую протестантскую церковь Мадагаскара», насчитывающую до 300 000 верующих. Церковь отметила свое пятидесятилетие в августе 2018 в Тоамасине, на восточном побережье острова. Президентом Церкви является пастор Амми Ирако Андриамахазоа (малаг. Ammi Irako Andriamahazosoa).

### Межцерковные отношения
Церковь является членом Всемирного сообщества реформатских церквей (фр. Communion mondiale d'Églises réformées) и Всемирного совета церквей. Вместе с Малагасийской лютеранской церковью она образует Совет христианских церквей Мадагаскара . Вместе с другими христианскими церквями Мадагаскара, католической, лютеранской и англиканской, она образует Совет малагасийских церквей (фр. Conseil des Églises malgaches).

### Известные деятели
Марк Равалуманана, президент Мадагаскара в 2002–2009 годах, является признанным сторонником церкви. С 2001 года он является его вице-президентом и главным финансистом церкви. Он подвергается критике за неспособность одинаково относиться к различным религиозным группам в стране, особенно к католикам.

### Внешние ссылки
- Официальный сайт церкви